# Slam (зенитный ракетный комплекс)
«Слэм» (англ. Slam [slæm] — «хлопо́к», бэкроним от Submarine-launched air missile, с англ. — «зенитная ракета подводного пуска») — универсальный зенитный ракетный комплекс подводного базирования (сухого пуска) ближнего радиуса действия для размещения на подводных лодках. Так же мог применяться для стрельбы по надводным целям, таким как экранопланы, корабли и суда на воздушной подушке и на подводных крыльях, что делает его уникальным в своём роде. По всей вероятности, первый и на сегодняшний день последний в мировой истории вооружения и военной техники, образец оружия такого типа. Помимо подводных носителей, комплекс мог размещаться на палубе или в трюме надводных носителей. Для Королевского военно-морского флота Великобритании комплекс предполагалось разместить на борту подводных лодок типа «Оберон» и надводных кораблей в дополнение к уже имеющимся бортовым зенитным ракетным комплексам большей дальнобойности для эшелонирования ПВО корабля. Для Бундесмарине ФРГ работы велись совместным немецко-британским консорциумом, конструкторским бюро «Инженюрконтор-Любек» под руководством профессора Ульриха Габлера проектировались подводные лодки-носители водоизмещением 500—1000 тонн, запланированные к строительству на верфи «Говальдтсверке» в Киле. В качестве заказчиков назывались Военно-морские силы Аргентины и Эквадора. Поскольку компания-изготовитель ракет, участвовала в разработке комплекса, но не занималась поставкой ракет его заказчикам, поставки осуществлялись из имеющихся запасов с королевских складов Департаментом экспорта военной продукции Министерства обороны Великобритании. В ценах на момент начала продаж комплекса на мировом рынке вооружений, его стоимость составляла £250 тыс. (не считая стоимости установки комплекса компанией-изготовителем на плавсредство-носитель, а также стоимости ракет).

## Техническое описание

### Боевые средства
«Слэм» представляет собой модифицированный переносной зенитный ракетный комплекс «Блоупайп», оснащённый специальной пусковой установкой и адаптированный для размещения на подводных носителях. Данная модификация была разработана компанией «Виккерс» и представляет собой герметичный металлический контейнер цилиндрической формы, поднимающийся из-под воды с борта подводной лодки, находящейся выше перископной глубины, после чего люк контейнера открывается и из него выдвигается вверх пусковая установка с шестью ракетами, размещёнными вокруг направляющей — комплекс готов к бою.

### Средства управления и автоматизации
Рабочее помещение операторов системы управления бортовым вооружением «Тиос» представляет собой командно-вычислительный пункт, оснащённый двумя экранами на электронно-лучевых трубках с размером диагонали 28 см. На экранах отображаются данные, получаемые с электронно-оптического, радиолокационного, акустического и другого электросенсорного оборудования подводной лодки: радаров, сонаров, перископа и т. д., в своей совокупности формируя наиболее полную картину подводной и надводной обстановки. Пульт оператора зенитного ракетного комплекса оснащён телевизионным экраном, на котором отображается сектор воздушного пространства, наблюдаемый с видеокамеры на выдвижной пусковой установке, в боевой обстановке на экране отображаются цель и летящая в направлении цели ракета, задача оператора состоит в том, чтобы нажимая на рычаг ручного манипулятора (в форме джойстика) в ту или иную сторону с различным усилием и одновременно сверяясь визуально с изображением на экране, корректировать траекторию полёта ракеты к цели. Конструкторского решения для левшей предусмотрено не было и с рабочего сиденья оператора указанным манипулятором можно было нормально работать только правой рукой.

## Разработка
Разработка комплекса велась с 1968 года фирмой «Барроу Шипбилдинг Уоркс» (судостроительным филиалом компании «Виккерс»), на одноименной верфи в Барроу-ин-Фернесс, графство Камбрия. Испытания проводились на суше, пуски осуществлялись с борта специально переоборудованного для этих целей автомобиля на Ларкхиллском войсковом полигоне в Уилтшире, там же происходила подготовка операторов комплекса. В разработке комплекса подводного базирования принимали участие компания-разработчик исходного прототипа «Шортс» в Белфасте, Северная Ирландия, а также Манчестерский университет и Королевский радиолокационный институт в Малверне, графство Вустершир. Поскольку для стрельбы использовались те же самые ракеты, которые изготавливались для сухопутного прототипа, остальные подрядчики были теми же, что и у проекта «Блоупайп».

## Назначение

Устройство комплекса: пусковая установка с ракетами, герметичный контейнер и узел крепления

Комплекс предназначен для борьбы с противолодочными вертолётами и другими летательными аппаратами противолодочной авиации. Несмотря на то, что «Слэм» предназначался для установки и применения в качестве самостоятельного средства противовоздушной обороны плавсредств, компанией-изготовителем он позиционировался как элемент интегрированной автоматизированной тактической системы управления бортовым ракетно-торпедным вооружением «Тиос» (TIOS), в которую помимо него входила противолодочная торпеда Mk 20), разработанной «Виккерс» вместе с компаниями Ферранти и «Грэшем-Лайон Электроникс» на базе цифрового вычислительного комплекса FM1600B. Вся система в целом, по заявлению компании-изготовителя, обеспечивала её носителю высокую степень защиты против мероприятий противолодочной обороны, предпринимаемых противником.

## Тактико-технические характеристики
Практически все тактико-технические характеристики «Слэма» совпадали с таковыми у «Блоупайпа», за исключением следующих параметров и качественных характеристик:
- Тип: Многоцелевой ракетный комплекс ближнего радиуса действия
- Носители: подводные лодки, надводные корабли и суда
- Расчёт: 1 чел. (оператор)
- Категории обстреливаемых целей: воздушные, надводные, наземные
- Способ боевого применения: самостоятельно, либо в комплексе со средствами контроля боевой обстановки, интегрированными в БИУС TIOS
- Боевая масса комплекса: ~2400 кг
- Масса контейнера с оборудованием: 715 кг
- Масса электронной и электрической аппаратуры: 660 кг
- Масса выдвижной пусковой установки: 533 кг
- Масса учебных средств комплекса: 450 кг
- Боекомплект: 6 ракет на пусковой установке + требуемое количество в трюме
- Гарантийный срок хранения ракет: 6 лет
- Время выдвижения пусковой установки с борта носителя из-под воды в боевое положение: 20 сек
- Система наведения: радиокомандное телевизионное наведение по линии визирования
- Марка и модель видеокамеры: Marconi V321
- Тип объектива видеокамеры: закреплённый, с накладкой из закалённого стекла и фиксированным фокусом
- Сектор обзора видеокамеры: 6°
- Система приводов контейнера и пусковой установки: гидравлическая
- Усилитель приводов: серводвигатель постоянного тока Vickers
- Мощность усилителя: 1 кВт
- Материал выдвижной мачты пусковой установки: нержавеющая сталь
- Диаметр выдвижной мачты пусковой установки: 24,13 см
- Коэффициент дублирования сил системой гидравлических приводов: 8:1
- Углы возвышения вращающегося блока с ракетами: −10° … +90° (по вертикали)
- Угол разворота вращающегося блока с ракетами: ±360°
- Угол непростреливаемого пространства на носу и за кормой: ±20°
- Скорость кругового вращения вращающегося блока с ракетами: 40°/сек
- Диапазон рабочих температур: −20°C … +55°C
- Сила ветра над поверхностью воды: до 20 узлов (10 м/с)
- Бальность волнения моря : до 4-х баллов
- Давление падающей волны: 0,12 кг/см²

## Операторы
По данным британского профессионального журнала «Флайт» и справочника «Джейн» комплекс состоял на вооружении нижеследующих флотов:
- Военно-морские силы Аргентины (опытная эксплуатация, по частично подтверждённым данным)[3]
- Военно-морские силы Израиля (штатная эксплуатация)[1]
- Военно-морские силы Эквадора (опытная эксплуатация, по частично подтверждённым данным)[3]